# Tipper Gore
Mary Elizabeth Aitcheson Gore, znana jako Tipper Gore (ur. 19 sierpnia 1948) – amerykańska działaczka polityczna i społeczna. Żona byłego wiceprezydenta USA Ala Gore’a i, tym samym, druga dama USA w latach 1993–2001.
Urodziła się w Waszyngtonie, stolicy kraju. Jej rodzina pochodzi z Arlington w stanie Wirginia. Rodzice Mary Elizabeth wzięli rozwód, kiedy miała cztery lata.
Mary Elizabeth uczęszczała do prywatnej szkoły w Arlington, gdzie wyróżniała się w zajęciach atletycznych i szkolnym zespole muzycznym. Na przyjęciu w szkole poznała przyszłego męża, z którym wzięła ślub w roku 1970, kiedy oboje mieli po 22 lata. Państwo Gore mają czworo dzieci (trzy córki i syna) oraz troje wnuków.
W 2010 roku, po 40 latach, małżeństwo Mary Elizabeth i Al Gore'a rozpadło się.
Tipper, bo tak sama się przedstawiała, w tym samym roku ukończyła studia na uniwersytecie w Bostonie z zakresu psychologii. Doktorat uzyskała pięć lat później.